# Prämorbide Persönlichkeit
Die prämorbide Persönlichkeit (lat. prä "vor"; morbus "Krankheit") wird auch Primärpersönlichkeit genannt. Sie beschreibt das Persönlichkeitsgefüge vor dem erstmaligen Auftreten einer psychischen Störung. Im engeren Sinn beschreibt die prämorbide Persönlichkeit Vulnerabilitäts- und Risikofaktoren oder Schutzfaktoren, die die Entstehung und den Verlauf bestimmter psychischer Störungen oder Krankheiten beeinflussen.